# Miscela cromica
La miscela cromica è una miscela formata da bicromato e da acido solforico concentrato. Viene principalmente utilizzata per la pulizia della vetreria dei laboratori chimici, oltre che come reattivo in talune applicazioni.

## Preparazione
Un litro circa di tale miscela si ottiene aggiungendo, con molta cautela, un litro di acido solforico concentrato (al 96–98%) a 50 grammi di bicromato di sodio o di potassio disciolti in 50 mL di acqua. Occorre prestare molta attenzione durante la sua preparazione e utilizzare tutti gli opportuni dispositivi di protezione individuale, data la forte esotermicità con il conseguente rischio di produzione di schizzi fortemente corrosivi.

## Utilizzo
Dal punto di vista chimico, le peculiarità che rendono utile l'utilizzo della miscela cromica si ascrivono alla sinergia tra le ottime proprietà solventi e mineralizzanti dell'acido solforico concentrato e la notevole capacità ossidativa dell'acido cromico che si forma disciogliendo il bicromato in ambiente acido. Ciò ne fa un utile detergente nel caso di residui organici e inorganici di svariato tipo; inoltre può essere utilizzata anche a caldo, aumentando ulteriormente il suo potere detergente e scrostante. 
La stessa miscela cromica può essere utilizzata più volte, fino a quando un suo passaggio di colore dal rosso arancio al verde (che indica la riduzione del cromo a Cr3+) ne indica il definitivo consumo.
La miscela cromica è sempre meno usata per motivi ambientali. Inoltre la miscela può lasciare tracce di ioni Cr(III) paramagnetici che interferiscono in alcuni tipi di applicazioni come la spettroscopia NMR. In particolare i portacampioni per NMR non vanno lavati con miscela cromica.

## Indicazioni di sicurezza
Data la presenza di cromo esavalente, la miscela cromica è molto tossica, cancerogena e pericolosa per l'ambiente: occorre quindi utilizzarla indossando indumenti protettivi che limitino il contatto diretto con questa sostanza ed evitando di inalarla. Inoltre deve essere smaltita seguendo le disposizioni che si applicano alla categoria dei rifiuti speciali in cui è collocata (codice CER 160506*). Infine si sottolinea nuovamente che la miscela cromica è corrosiva e provoca gravi ustioni.